# Emerson Sheik
Márcio Passos de Albuquerque, detto Emerson o Emerson Sheik (Nova Iguaçu, 6 settembre 1978), è un ex calciatore brasiliano naturalizzato qatariota, di ruolo attaccante.

## Carriera

### Club
Cresciuto nelle giovanili del San Paolo, Emerson ha lasciato il Brasile nel 2000, quando si trasferì a giocare in J League, dove rimase fino al 2005 diventando il capocannoniere del campionato di calcio giapponese 2004 con la maglia dell'Urawa Red Diamonds.
Nel 2005 si è trasferito in Qatar, all'Al-Sadd. Dopo un trasferimento in prestito al Rennes, in Francia, nel 2007, tornò nel paese arabo. Il 20 gennaio 2006 è stato fermato dalle autorità qatariote in quanto aveva falsificato il suo certificato di nascita per risultare di tre anni più giovane; invece del 6 settembre 1978, il documento riportava come data di nascita il 6 settembre 1981; anche il nome era stato modificato, da Márcio Passos de Albuquerque a Márcio Emerson Passos.
All'inizio del 2009 ha firmato con il Flamengo, con cui disputa un solo campionato riuscendo comunque a segnare 7 gol. Per la stagione 2009 - 2010, Emerson torna negli Emirati Arabi Uniti, questa volta all'Al-Ain; per colpa di un infortunio il calciatore brasiliano raccoglie 14 presenze e 9 gol.
Svincolatosi dalla squadra araba, firma un contratto con il Fluminense, e il 21 maggio 2011 firma un contratto con il Corinthians fino al 2013. Con il club paulista contribuisce alla vittoria del titolo nazionale con 6 gol messi a segno in 28 presenze di campionato.
E nella finale di ritorno di Copa Libertadores 2012, con una doppietta consente alla sua squadra, il Corinthians, di battere i rivali del Boca Juniors, aggiudicandosi così la tanto ambita coppa, la prima per la squadra Paulista.

### Nazionale
Dopo aver disputato il Campionato sudamericano di calcio Under-20 1999 con il Brasile, nel 2008 ha acquisito la cittadinanza qatariota, debuttando per la nazionale arabica nello stesso anno.

## Palmarès

### Club

#### Competizioni statali
- Campionato Carioca: 1

Flamengo: 2009
- Taça Rio: 1

Flamengo: 2009

#### Competizioni nazionali
- J. League 2: 1

Consadole Sapporo: 2000
- Coppa del Giappone: 2

Urawa Red Diamonds: 2003, 2005
- Coppa del Qatar: 2

Al-Sadd: 2006, 2007
- Campionato qatariota: 2

Al-Sadd: 2006, 2007
- Supercoppa degli Emirati Arabi Uniti: 1

Al-Ain: 2009
- Campionato brasiliano: 2

Fluminense: 2010
Corinthians: 2011

#### Competizioni internazionali
- Coppa Libertadores: 1

Corinthias: 2012
- Coppa del mondo per club: 1

Corinthians: 2012
- Recopa Sudamericana: 1

Corinthians: 2013

### Individuale
- Capocannoniere della Coppa J. League: 2

2002 (6 gol, a pari merito con Magrão), 2003 (8 gol)